# ÉMI Építőipari Tudásközpont
Az ÉMI Építőipari Tudásközpont egy középület a Szentendrei Ipari Parkban, amely az infrastruktúra és a szolgáltatás fejlesztése céljából épült. A kétszintes épület mintegy 5000 négyzetméteren terül el.
Vezetője Matolcsy Károly
Az Építőipari Tudásközpont kapcsolatban áll az egyetemekkel, hangsúlyt fektet a graduális és posztgraduális oktatásra, konferenciákat rendez. A kiépített rendszerek „helyben található megújuló energiaforrásokat” használnak majd. Egyes források szerint az építőiparban az energiamegtakarítás lehetősége 28%-os. 
Az 1997-ben létrehozott Szentendrei Ipari Park fejlesztése során számos új épület kaphat helyet a területen, mint új hőszivattyú, forrás oldali vezeték, felhasználó oldali vezeték, vízkinyerő gépház. Az első ütem 2013 tavaszán fejeződik be az irodaépületre koncentrálva.
Az irodaépület 1943 négyzetméteres, első emelete 1869 négyzetméteres, második szintje 1873 négyzetméteres, összterülete 5685 négyzetméter. Az irodaépület hűtését, fűtését a Duna menti Szentendrei Szennyvíztisztító Telep teszi költséghatékonnyá. Az irodaépületet 2012 januárjában kezdték építeni. A hő- és hidegenergia-rendszer kivitelezése 2012 nyarán indult. Pozitív hatás a munkahelyteremtő szerepe az ipari park növekedésének. A központi laboratóriumot az E épületbe helyezik, a 24x60 m-es, kéthajós csarnokrész kétszintes lesz.
Az épületeket alacsony energiafelhasználás, fokozott hőszigetelés, energiahatékony ablakok, ajtók jellemzik. A nyílászárókat az égtájak szerint üvegezték. A központ hőtehetetlensége folytán redukálták az épület kihűlési, felmelegedési periódusát. A tetőhöz kőzetgyapotot, polisztiroladalékos könnyűbetont használtak hőszigetelő anyagokként. Az épület hőcsillapítására zöldtetőt, zöld homlokzatot, nyílt vízfelületet használnak.
Közel a tudásközponthoz a szennyvíztisztító telep már működik, hő- és villamosenergia lehetőségeket rejt magában. AZ ÉMI-nek lehetősége van terjeszkedni a több mint hét és fél hektáros területen.

## Külső hivatkozások
- Az Építőipari Tudásközpont hivatalos honlapja